# جعفر إبراهيم فقيه
جعفر بن إبراهيم بن أحمد فقيه (1902-1991) أحد أعيان المدينة المنورة خلال القرن الرابع عشر الهجري. وعميد أسرة آل فقيه بالمدينة حتى وفاته في 7 شعبان 1411 هجرية، الموافق 21 فبراير 1991م.

## الأصول
ينتسب صاحب الترجمة للفرع المدني لأسرة فقيه، وهو فرع نشأ منتصف القرن الثالث عشر الهجري، أسسه عمّ صاحب الترجمة: الشيخ مصطفى بن أحمد بن جعفر فقيه، أخو الشيخ سليمان بن أحمد بن جعفر فقيه الشافعي المكي الذي ولد بمكة المكرمة سنة 1257هـ ونشأ بها وحفظ القرآن وكان خطيباً اماماً بالمقام قرأ على عمه الشيخ عبد الله فقيه وأُذن له بالتدريس وأجيز له بالإجازات. وقد تكررت منه زيارات للمسجد النبوي الشريف وفي إحداها توفي بالمدينة المنورة سنة 1315هـ، ودفن ببقيعها.

## النشأة والتعليم
ولد الشيخ جعفر بالمدينة سنة 1320هـ، الموافق 1902م. ونشأ في أحضان أبيه الشيخ إبراهيم، أخي الشيخ مصطفى مؤسس الأسرة في المدينة المنورة. التحق بكتاب الشيخ إبراهيم الطرودي وهو ابن خمس لحفظ كتاب الله. فأتمه وهو ابن عشر سنوات. وقد أهله ذلك الحفظ للإمامة بمجموعة من أترابه من الحفظة بحضور والده وعدد من علماء المدينة على ما كان شائعاً في ذلك الزمن. غير أنه انقطع عن التعليم لما اندلعت الحرب العالمية الأولى. ومع انعدام القوت وانتشار الفاقة لظروف الحرب، فقد عمد والي المدينة العثماني فخري باشا إلى تهجير معظم الأهالي أو تجنيدهم فيما عُرف تاريخياً بالسفر برلك. وكان التهجير من نصيب أسرة الفقيه عبر سكة حديد الحجاز إلى الشام. وخلال الرحلة توفيت والدة الشيخ جعفر جراء سوء التغذية ودُفنت بمدائن صالح. أما الواصلون فاستقروا بحي الصالحية الدمشقي سنوات إلى أن وضعت الحرب أوزارها. 
استأنف الشيخ جعفر دراسته بحلقة الشيخ عبد الفتاح أبي خضير للعلوم الفقهية. كما أم ّ حلقات الشيخ عبد الرءوف عبد الباقي، والشيخ عبد القادر شلبي فدرس السنة والصحاح في الأولى، والسير في الثانية. وفضلاً عن حلقات المسجد النبوي العلمية، فإنه كان يتردد على مجالس المدينة العلمية الخاصة كمجلس الشيخ زكي برزنجي. 
انتقل الشيخ جعفر بعد ذلك للإشراف على الكُتّاب الذي أسسه جده مصطفى بن أحمد فقيه بداخل الحرم، وبدأ التعليم به عام 1337هـ حتى بداية العام 1370هـ حيث بدأت التوسعة السعودية الأولى لمسجد النبوي، واستخدمت مواقع تلك الكتابات بما كانت عليه من اتساع ورحابه لتخزين مواد البناء.

## اشتغاله بالنشر ومجلسه الأدبي
ورث الشيخ جعفر عن والده الاشتغال بالطوافة. وقد اقتضت مهنة (المطوف) آنذاك استضافة الحجيج في بيت المطوف والقيام بكامل واجب خدمتهم وإعانتهم على قضاء مناسك العمرة أو الزيارة. ونُظمت المهنة بحيث تختص كل أسرة من أسر المدينة بفئة معينة من الحجاج وفق بلد القدوم. عليه، فقد اختصت أسرة آل فقيه بحجاج بيروت وتركيا والبلقان والقطر المصري. وقد أتاحت مهنة الطوافة للشيخ جعفر فرصاً للسفر لأصقاع شتى من العالم الإسلامي وهو بعد صغير. كما هيأت له الظروف لمقابلة عدد من الأعيان والشخصيات ممن ارتبط معهم بصلات في لاحق الأيام، واخوانه أيضا من والده.
مع بداية عام 1349هـ، افتتح الشيخ جعفر مكتبة تجارية اسماها «مكتبة الإخاء الحجازية» بالقرب من باب الرحمة. وقد كان التعاون بين تلك المكتبة قائماً وبين مكتبة «البابي الحلبي» الشهيرة بالقاهرة ومكتبة «الشيمي» بالأسكندرية ومكتبات بيروت في مجال السيرة والتاريخ والتراجم والأدبيات، إضافة للقرطاسية والوسائل التعليمية. وقد استمرت المكتبة التي عرفت لاحقاً بـ «مكتبة الفقيه» حتى أواخر الثمانينات الهجرية حيث كان آخر مقر لها في شارع العينية.
وبسبب اهتماماته الأدبية، وصلاته التي كونتها استضافته لأعيان الزوار خلال المواسم الدينية، فقد اكتسبت دار جعفر فقيه الكائنة بجوار المسجد النبوي آنذاك شهرة وصيتاً كملتقى أدبي قائم على مدار العام ، ويشهد ذروته خلال مواسم الحج، يرتاده كبار علماء ومفكري المدينة المنورة والعالم العربي والإسلامي ممن كان آل فقيه على اتصال بهم نظراً لاحترافهم خدمة ضيوف الرحمن وإضافة لما كان للشيخ جعفر من علاقات بوجوه وأعيان مصر وبيروت ودمشق وإسطنبول الذين كانوا يحلون ضيوفاً ببيته طوال فترة اقامتهم بالمدينة المنورة.

## مشروع توسعة الحرم النبوي

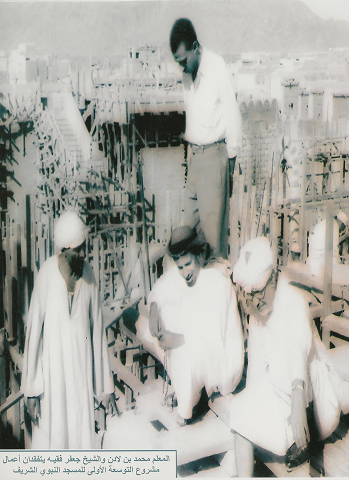
الشيخ جعفر (يمين) والمعلم محمد بن لادن (وسط) يتفقدان مشروع التوسعة

في أواخر عام 1369هـ - صيف 1950 م- زار الشيخ محمد بن عوض بن لادن منزل الشيخ جعفر فقيه واستعرض معه، بصفته أحد أعيان ووجهاء المدينة المنورة، المهمة التي كلفه بها الملك عبد العزيز وهي الشروع في أول توسعة سعودية للمسجد النبوي الشريف. فشهد دار فقيه بالمدينة تشكيل أول جهاز إداري للإشراف على المشروع، تكون من سبعة أفراد هم:
- المعلم محمد عوض بن لادن: مديراً عاماً للمشروع.
- الشيخ جعفر إبراهيم فقيه: مديراً إدارياً وأميناً للصندوق.
- عبد المجيد كظلّي: محاسباً وكاتباً لليوميات.
- السيد أحمد عمر بازرعة: وكيلاً لأمين الصندوق.
- السيد علي المحظار: كاتب عمال.
- السيد محمد صالح محضار: مراقباً.
- حسن زغلم: مراسلاً.[6]

وبدأ عمل هذا الجهاز الأول في أحد أجنحة دار الشيخ جعفر قبل أن يُخصص مقر رسمي لمكتب مشروع توسعة المسجد النبوي الشريف وبوشر العمل بالمشروع بهدم الدور الواقعة جنوبي المسجد وذلك في شوال 1370هـ الموافق 1950م.
وبعد مضي أكثر من عام تم تعيين الشيخ محمد صالح قزّاز مديراً عاماً لمشروع توسعة المسجد النبوي الشريف، وكُلف الشيخ جعفر ليكون وكيلاً له. وإضافة لذلك، فقد عُين مديراً لحفظ الآثار النبوية الشريفة. إذ أن أعمال إزالة الأجزاء القديمة من المسجد النبوي في إطار التوسعة اقتضى تغيير ملامح المسجد القديمة التي عرفه العالم الإسلامي عليها لعقود وهدم جدران بما تحمله من لوحات ونقوش فنية، وزخارف وكتابات إسلامية بديعة، وكان تداعي السقوف القديمة لتقوم أخرى مكانها سيأتي على ما عليها من الثريات الأثرية الأصلية الصنع والمعلقات والأسرجة النفيسة التي عمرت مئات الأعوام في المسجد هذا بالإضافة لما كانت عليه بعض الدور والمواقع حول المسجد من معمارية أثرية وما احتوته من تصاميم فنية عريقة تشكل تحفاً وآثاراً تاريخية وإسلامية لا تقدر بمقدار. تنبه لها الشيخ جعفر وأدرك ما هي عليه من مكانه وخصوصية فدأب على نسخ صور لكل الوثائق والآثار والخرائط وكل ما يدخل من باب التأريخ والحفظ.
ولما انتهى مشروع توسعة مسجد المدينة المنورة، وانتقل العمل لتوسعة المسجد الحرام بمكة المكرمة، طُلِب من الشيخ جعفر مواصلة التعاون مع الشيخ محمد صالح قزّاز، إلا أنه آثر البقاء في المدينة النبوية. وعليه فقد كلف مرة أخرى بإدارة أعمال مشروع التوسعة بها واستمر في وظيفته تلك حتى عام 1382هـ، 1962م. وهي ذات السنة التي كلفته فيها المديرية العامة للأوقاف بمكة المكرمة؛ بتولي أعمال المديرية العامة للمكتبات في المدينة المنورة.

## إدارته لمكتبات المدينة المنورة
في عام 1380هـ انشأت الحكومة السعودية مبنى يقع جنوبي المسجد النبوي الشريف؛ كمقر لمديرية مكتبات المدينة المنورة العامة ليجمع ما هو متفرق في مكتبات الأربطة والمدارس قديمة العهد من محفوظات قيمة. وعين الشيخ جعفر مديراً له، فعمل على أرشفة وتصنيف مكنونات المكتبات وفهرستها على نحو أفضل. كما باشر إعادة تأثيثها وإضافة خزائن كتب جديدة لها ووسائل عرض وتبويب، وكلها إضافات تمت من خلال اسهامات سعى إليها الشيخ جعفر بما تربطه من صداقة بكل من الشيخ محمد سرور الصبان والشيخ محمد بن عوض بن لادن.
وإضافة لذلك، فقد عمل على ترسيخ دور مكتبات المدينة التاريخي فاقتنى لها التحف والأثريات وسجلها لها، عطفاً على اتصاله ببعض الأسر المدينة ومحاولته ضم مجموعاتهم الخاصة القيمة للمكتبة العامة؛ بعد أن كان قد ضم ثلاث عشرة مكتبة متفرقة لها وهي:
- مكتبة رباط عثمان
- مكتبة مدرسة الشفاء
- مكتبة مدرسة الساقزلي
- مكتبة المدرسة الأحسائية
- مكتبة المدرسة العرفانية
- مكتبة رباط الجبرت
- مكتبة المدرسة القازنية
- مكتبة مدرسة قرة باش
- مكتبة الشيخ عمر حمدان
- مكتبة الشيخ يس بخيت
- مكتبة عباس حلمي باشا
- مكتبة الشيخ عبد الحي أبي خضير
- مكتبة سالم إزمرلي وزين العابدين توفيق [7]

استمر الشيخ جعفر على رأس تلك الوظيفة إلى أن طلب التقاعد سنة 1388هـ، 1968م.

## مكتبة العلوم والفنون والآثار
(مكتبة العلوم والفنون والآثار) هو الاسم الذي تعرف به المجموعة الخاصة لمحفوظات الشيخ جعفر فقيه من الكتب والدوريات، والخرائط، والتصاميم والصور والفوتوغرافية، والتحف والمتعلقات الأثرية التي يبلغ عددها في مجملها (15000) مادة تشمل أعداداً كاملة لأوائل الدوريات العربية الصادرة على مدار سنوات، وخرائط جغرافية أصلية لما لم يعد قائماً في وقتنا الحاضر من تقسيمات ودول، والتصاميم التي تتناول التوزيع السكاني للمدينة المنورة في عهود سابقة، وأحيائها ودورها العريقة، والمجسمات الهندسية لقديم المنشآت والمباني والأحياء فيها ولكثير من مساجد ومعالم العالم الإسلامي مما لم يعد له وجود اليوم. إضافة لكمية نادرة من الصور الفوتوغرافية لشخصيات المدينة المنورة وأعيانها على مدار قرن من الزمان، ولأحداث تاريخية مرت بها، ولأبوابها وأسوارها ودورها، ولمسجدها الشريف، الذي يختص بدورة بنصيب من المتعلقات النادرة، مروراً بأمهات الكتب وعظيم المراجع التي تؤهل المجموعة لأن تقوم كمكتبة متكاملة بذاتها لشمولها وتفرعها ومكانتها العلمية والتاريخية.
وقد بدأ الشيخ جعفر تكوين مجموعته تلك من عام 1360هـ فنماها ونسقها ممارساً من خلالها اهتمامه بكل ما يتعلق بعلم وثقافة وتاريخ. وأفاد من هذه المكتبة الغنية جمع كبير من الباحثين والدارسين لمراحل الدراسة العليا. وموثقي تاريخ المدينة المنورة والذين أتاح لهم الشيخ الاستفادة من محتوياتها. وأشاد بعضهم في بحوثهم ودراساتهم بفضل تلك المكتبة وصاحبها مشكورين.
ومع بداية التوسعة الثانية للحرم النبوي الشريف، انتقلت مكتبة الشيخ جعفر من داره البائدة في حي صيادة لموقع جديد في داره الكائنة بحي الأزهري. وروعي في تشييد هذه الدار أن يخصص قسم كبير منها لأجل هذه المكتبة بما يناسب توزيع محتوياتها في تصميم يجعل منها أشبه بجناح فريد في متحف. وجرى العمل على قدم وساق في إعادة تنسيق تلك النفائس والمراجع على ما يريده صاحبها الذي كانت عنده في خير مستحفظ وكأفضل وديعة.

## مساهماته في التأليف والنشر
كانت للشيخ جعفر اهتمامات بالنشر ومساهمات في التأليف. ومن أبرز العناوين التي نشر أو شارك بتأليفها:
- كتاب (خلاصة الوفا بأخبار دار المصطفى)، الذي وضعه مؤرخ المدينة المنورة نور الدين علي بن عبد الله السمهودي سنة 891هـ. طبعت طبعته الأولى ببولاق سنة 1358هـ، 1938م. وطبعه الشيخ جعفر ثانية مع تعليق لوالده الشيخ إبراهيم فقيه سنة 1367هـ، 1947م. ثم زاد عليه في طبعة ثالثة على نفقته أيضاً سنة 1403هـ، 1983م، مدعمة بالصور والرسوم التوضيحية.

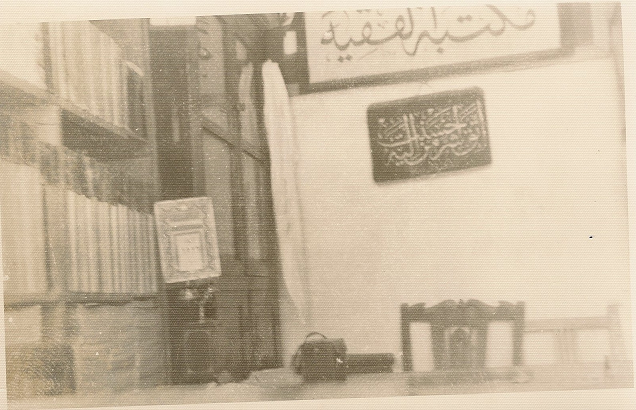
لقطة لمكتبة الفقيه بباب الرحمة تعود لأربعينات القرن العشرين. المصدر: مجموعة الأستاذ إحسان فقيه

- كتاب (ذكريات طيبة، وبحوث حول أسرار الحج والزيارة). نشره إبان ممارسته عمله بمكتبة الفقية بباب الرحمة. وهو كتاب للأستاذ هاشم دفتر دار، يتضمن مباحث عن السيرة النبوية، وفضل دار الهجرة ومسجدها النبوي، ومساجدها المباركة الأخرى كقباء والقبلتين والجمعة والفضيخ. وعن مناسك الحج والعمرة، ومباحث أخرى.
- كما ألف كتيباً عن آداب زيارة المسجد النبوي الشريف طبع سنة 1368هـ، 1948م.
- ألف كتاباً حول توسعة الحرم النبوي الشريف بالاشتراك مع الأستاذ هاشم دفتر دار، وضم الكتاب فصولاً عن مساجد طيبة الأخرى. كما تطرق الكتاب للمشروعات التنموية التي تمت في المدينة المنورة في تلك الفترة.
- طبع على نفقته تصاميماً وخرائط لمراحل توسعة المسجد المدني بدءاً من العهد النبوي المبارك وحتى التوسعة المجيدية. ثم أعاد طباعتها مضمناً إياها التوسعة السعودية الأولى سنة 1391هـ مع شروحات للمساحات المتعاقبة وتواريخها.
- أعد تقريراً موثقاً بوزارة المعارف عن التعليم في المدينة النبوية في القرن الرابع عشر.
- له تراجم لأدباء وشعراء مؤرخي المدينة المنورة، وأبحاث حول آثارها مواقعها التاريخية المندثرة خطها بيده ويرجى أن تنشر قريباً.

## أبناؤه واخوانه
أخوانه هم:
1. الشيخ عبد الوهاب إبراهيم فقيه
2. الشيخ عبد العزيز إبراهيم فقيه
3. الشيخ العقيد سليمان بن إبراهيم فقيه.

عقب الشيخ جعفر عشراً من الذرية. وأبناؤه الذكور هم:
- الأستاذ سامي.
- الأستاذ إحسان.
- الأستاذ أسامة.
- الأستاذ أحمد.
- الأستاذ مصطفى.
- الأستاذ خالد.

وأربعة أخوات.

## وفاته
انتقل الشيخ جعفر بن إبراهيم فقيه لجوار ربه الكريم يوم الخميس، السابع من شعبان سنة 1411هـ الموافق 21 فبراير 1991 عن 88 عاماً. وصُلي عليه بعد صلاة العصر في المسجد النبوي الشريف ودفن في بقيع الغرقد.